# Kościół w Gammelgarn
Kościół w Gammelgarn – świątynia należąca do diecezji Visby Kościoła Szwecji. Znajduje się we wschodniej części Gotlandii.

## Architektura
Obecny kościół stojący w tym miejscu pochodzi w dużej mierze z XIV wieku. Z poprzedniej świątyni pozostała jedynie wieża, której dach wykonano w 1755 roku.
Kościół jest budowlą gotycką, charakteryzującą się obszerną nawą, na środku której stoi kolumna. W prezbiterium brakuje absydy, a zamiast niej wschodnią ścianę kościoła zdobią trzy gotyckie okna. Godny uwagi jest bogato rzeźbiony południowy portal. Datowany jest on na XIV wiek, a za jego autora uważa się warsztat Egypticusa. Rzeźby tego portalu przedstawiają sceny ze Starego Testamentu.

## Wnętrze

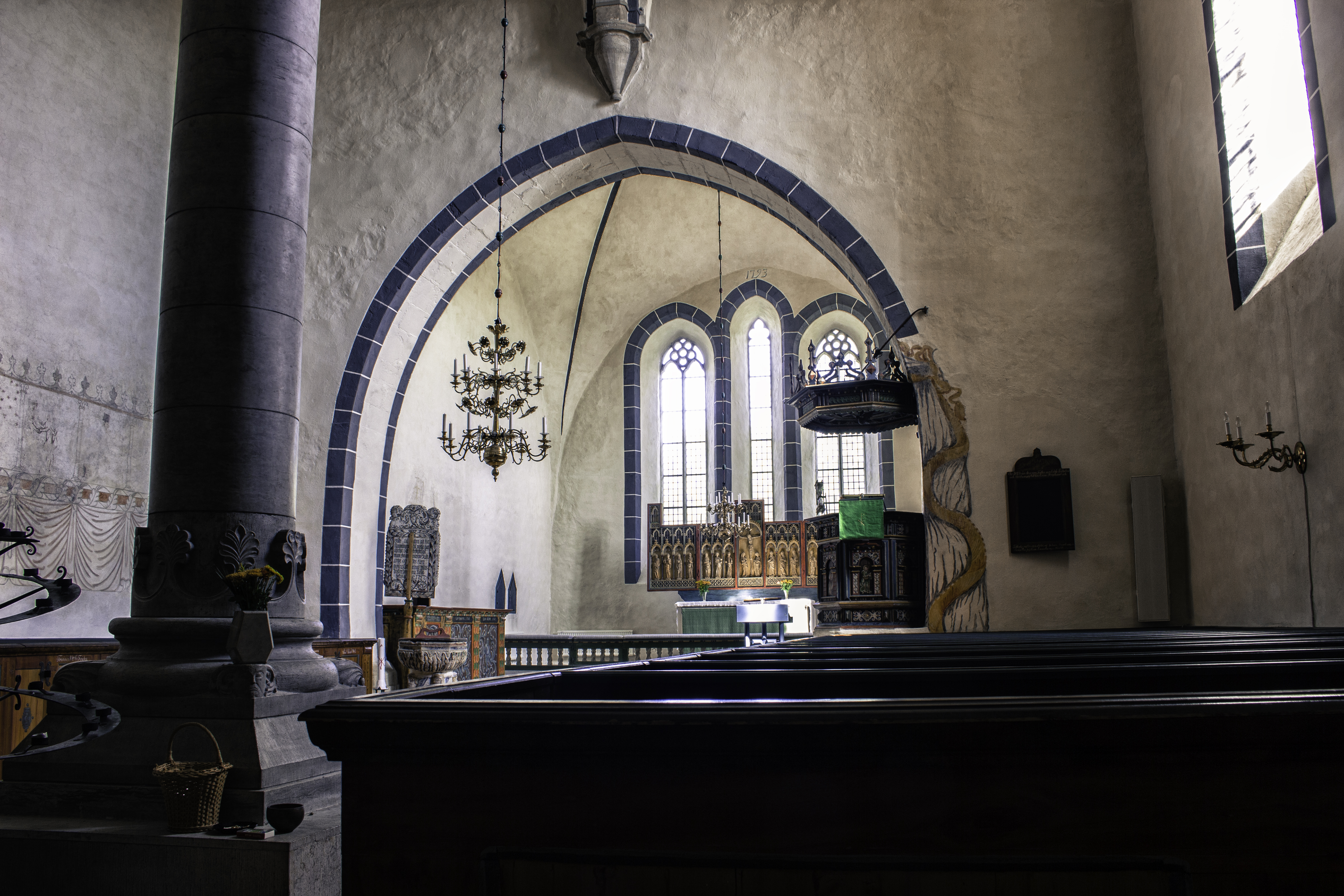
Wnętrze kościoła

Wnętrze świątyni mieści fragmenty średniowiecznych fresków. Ołtarz pochodzi z XIV wieku. Średniowieczna jest także chrzcielnica. W posadzce prezbiterium oglądać można średniowieczną płytę nagrobną z inskrypcją runiczną. Ambona pochodzi z XVII wieku, a stalle i ławki z XVIII wieku.

## Wieża obronna

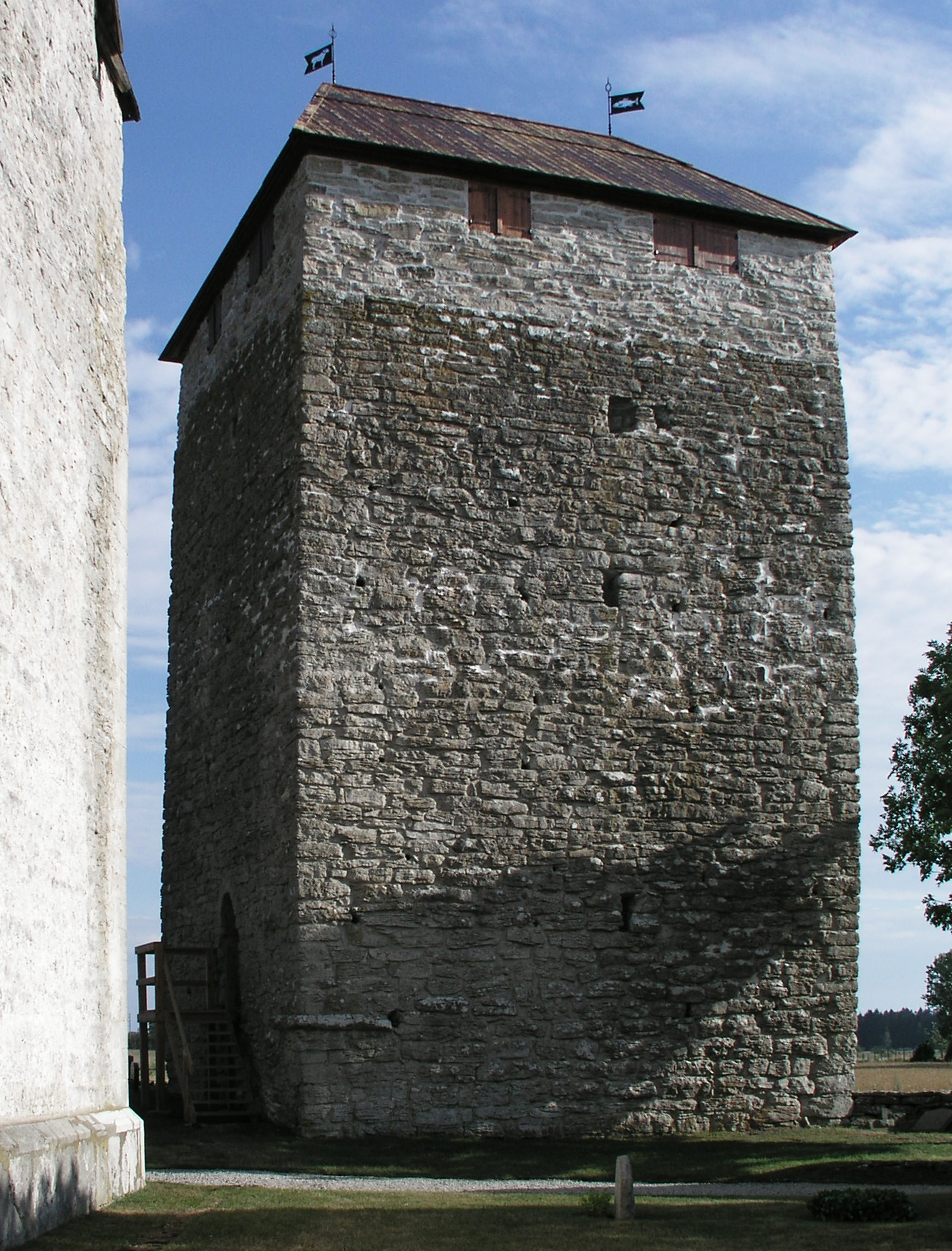
Wieża obronna w Gammelgarn

Tuż obok kościoła stoi potężna wieża obronna, wzniesiona w XII wieku zapewne w celu ochrony mieszkańców przed najeźdźcami spoza wyspy.